# Alexandre Ivanovitch Danilov
Pour les articles homonymes, voir Danilov.
 Alexandre Ivanovitch Danilov   (en russe : Алекса́ндр Ива́нович Дани́лов), né le 8 mars 1916 dans l'Empire russe et mort le 27 novembre 1980 en URSS est un homme politique et historien russe.

## Biographie
Il est né en 1916 dans le village de Dobroe dans une famille d'enseignants. Il est diplômé de l'école pédagogique d'Uvarov en 1934. En 1936, il est diplômé de l'Institut Pédagogique de Tambov, le département de la Faculté d'Histoire. Il travaille comme enseignant à l'école d'Ouvarov.
Durant la Seconde Guerre mondiale, en août 1941, il est enrôlé dans l'armée rouge comme fusilier mais il est envoyé à l'Institut des langues étrangères de l'Armée rouge. De décembre 1941 à juillet 1946 il est un interprète militaire, il n'a pas pris part aux hostilités.
De 1947 à 1967, il travaille à Tomsk. De 1958 à 1961, il travaille au département d'histoire de la faculté d'histoire et de philologie de l'université d'État de Kazan. Entre 1958 à 1959, il est maître de conférences. De 1959 à 1961, il est professeur. En 1958, il est docteur en sciences historiques.
De 1961 à 1967, il était recteur d'université. De 1967 à 1980, il devient ministre de l'éducation. En 1973, il devient éditeur et responsable de la collection « Le Moyen Âge » du département d'histoire du Moyen Âge de l'Université d'État de Moscou. Il travaille sur l'historiographie de l'histoire universelle. Il a posé les fondements théoriques, l'essence sociale et l'orientation idéologique des concepts de base de l'histoire agraire du haut Moyen Âge dans l'historiographie allemande. Il a écrit une étude approfondie sur la méthodologie de l'histoire,.

## Distinctions
Il a reçu l'Ordre de Lénine (1976), l'Ordre de la Révolution d'Octobre (1971), l'Ordre du drapeau rouge du travail (1961) et l'Ordre de l'étoile rouge (1943).

## Publications
- "Les problèmes de l'histoire agraire du haut Moyen Âge dans l'historiographie allemande de la fin du XIXe - début du XXe siècle". Éditions de l'Académie des sciences de l'URSS.
- "Problèmes de l'histoire agraire au Moyen Âge" . 1959. Éditions de l'Académie des sciences de l'URSS.
- "Sur la question de l'évolution de foggstva comme une forme du droit de la propriété féodale" , Actes de l'Université de Tomsk. 1948.
- "Événement historique et science historique" , 1980. Issue.